# Busbanzá (kommun)
Busbanzá är en kommun i Colombia.   Den ligger i departementet Boyacá, i den centrala delen av landet, 190 km nordost om huvudstaden Bogotá. Antalet invånare är 885.